# Okręg Sursee
Sursee (niem. Wahlkreis Sursee) – okręg w Szwajcarii, w kantonie Lucerna. Siedziba okręgu znajduje się w miejscowości Sursee.
Okręg składa się z 19 gmin (Gemeinde) o powierzchni 273,07 km² i o liczbie mieszkańców 77 590.

## Gminy
1. Beromünster
2. Büron
3. Buttisholz
4. Eich
5. Geuensee
6. Grosswangen
7. Hildisrieden
8. Knutwil
9. Mauensee
10. Neuenkirch
11. Nottwil
12. Oberkirch
13. Rickenbach
14. Ruswil
15. Schenkon
16. Schlierbach
17. Sempach
18. Sursee
19. Triengen

## Zmiany administracyjne
- 1 stycznia 2004
  - przyłączenie gminy Schwarzenbach do gminy Beromünster
- 1 stycznia 2005
  - przyłączenie gmin Kulmerau i Wilihof do gminy Triengen
- 1 stycznia 2009
  - przyłączenie gminy Gunzwil do gminy Beromünster
  - przyłączenie gminy Winikon do gminy Triengen
- 1 stycznia 2013
  - przyłączenie gminy Neudorf do gminy Beromünster
  - przyłączenie gminy Pfeffikon do gminy Rickenbach